# Cryptochironomus rostratus
Cryptochironomus rostratus är en tvåvingeart som beskrevs av Jean-Jacques Kieffer 1921. Cryptochironomus rostratus ingår i släktet Cryptochironomus och familjen fjädermyggor. Arten är reproducerande i Sverige. Inga underarter finns listade i Catalogue of Life.